# مارکو جوکوویچ
 مارکو جوکوویچ (صربی: [Марко Ђоковић / Marko Đoković] Error: {{Lang}}: متن دارای نشانه‌گذاری ایتالیک است (راهنما)؛ زاده ۲۰ اوت ۱۹۹۱) یک تنیس‌باز اهل صربستان است.